# Niños inflando una vejiga
Garçons gonflant une vessie
Niños inflando una vejiga (« Garçons gonflant une vessie ») est une peinture de Francisco de Goya réalisée en 1778 qui fait partie de la deuxième série de cartons pour tapisserie destinée à la salle à manger du Prince des Asturies au Palais du Pardo.

## Contexte de l'œuvre
Tous les tableaux de la deuxième série sont destinés à la salle à manger du Prince des Asturies, c'est-à-dire de celui qui allait devenir Charles IV et de son épouse Marie Louise de Parme, au palais du Pardo. Niños inflando una vejiga fut livré à la Fabrique royale de tapisserie le 25 janvier 1778.
Il fut considéré comme perdu jusqu'en 1869, lorsqu'il fut redécouvert dans le sous-sol du Palais royal de Madrid par Gregorio Cruzada Villaamil. Il fut remis par les ordonnances du 19 janvier et du 9 février 1870 au musée du Prado, où il est exposé dans la salle 85. Il est cité pour la première fois dans le catalogue du musée du Prado en 1876.
La série était composée de La Merienda a orillas del Manzanares, Baile a orillas del Manzanares, La Riña en la Venta Nueva, La Riña en el Mesón del Gallo, El paseo de Andalucía, El Bebedor, El Quitasol, La cometa, Jugadores de naipes, Niños inflando una vejiga, Muchachos cogiendo frutas et El Atraco.

## Analyse
La tapisserie était destinée à être accrochée comme dessus-de-porte, comme tous les cartons consacrées aux enfants, comme Enfants dans un chariot, Garçons cueillant des fruits et Enfants jouant aux soldats.
Des enfants de la haute société (d’après leurs habits) jouent en gonflant une vessie. Dans le fond des servantes les surveillent tout en discutant.
Avec Garçons cueillant des fruits, c’est l'une des premières toiles de Goya représentant des enfants : il y capture leur vivacité.
Le tableau a un côté joyeux, commun à l’ensemble des tapisseries de cette salle. Son style rappelle Le Cerf-volant et Le Buveur de la même série.
C’est une représentation de la noblesse avide des jeux populaires des majos et majas qui utilisaient les costumes populaires pour prendre part aux festivités. C’est une scène très attrayante qui capture presque photographiquement le moment où la vessie est gonflée. La scène est vue en contre-plongée, comme nombre des tapisseries de la série.